# Slavko Svinjarević
Slavko Svinjarević (serbe : Славко Свињаревић), né le 6 avril 1935 à Sremski Karlovci à l'époque dans le royaume de Yougoslavie, aujourd'hui en Serbie et mort en 2006, est un joueur de football international yougoslave (serbe), qui évoluait au poste de défenseur.

## Biographie

### Carrière en club
Il dispute un total de 165 matchs en première division yougoslave, sans inscrire de but, et 109 matchs en Regionalliga Sud-Ouest (équivalent D2 allemande), inscrivant un but.

### Carrière en sélection
Avec l'équipe de Yougoslavie, il joue 6 matchs (pour aucun but inscrit) en 1962. 
Il joue son premier match en équipe nationale le 16 mai 1962 en amical contre l'Allemagne de l'Est, et son dernier le 4 novembre 1962 lors d'une rencontre face à la Belgique comptant pour les éliminatoires de l'Euro 1964.
Il figure dans le groupe des sélectionnés lors de la Coupe du monde de 1962. Lors du mondial organisé au Chili, il joue un match contre le pays organisateur.

## Palmarès
Vojvodina Novi Sad
- Championnat de Yougoslavie :
  - Vice-champion : 1956-57 et 1961-62.